# Шамује
Шамује (фр. Chamouilley) насеље је и општина у североисточној Француској у региону Шампањ-Арден, у департману Горња Марна која припада префектури Сен Дизје.
По подацима из 2011. године у општини је живело 847 становника, а густина насељености је износила 108,45 становника/km². Општина се простире на површини од 7,81 km². Налази се на средњој надморској висини од 160 метара.

## Демографија
| 1962. | 1968. | 1975. | 1982. | 1990. | 1999. | 2011. |
| ----- | ----- | ----- | ----- | ----- | ----- | ----- |
| 910   | 1.092 | 1.022 | 992   | 943   | 883   | 847   |

График промене броја становника у току последњих година